# Contea di Sac
La contea di Sac (in inglese Sac County) è una contea dello Stato dell'Iowa, negli Stati Uniti. La popolazione al censimento del 2000 era di 11 529 abitanti. Il capoluogo di contea è Sac City.